# Callimetopus illecebrosus
Callimetopus illecebrosus es una especie de escarabajo longicornio del género Callimetopus,  subfamilia Lamiinae. Fue descrita científicamente por Pascoe en 1865.
Se distribuye por Indonesia y Malasia. Mide 14-18 milímetros de longitud.